# Henri Gissey
Henri Gissey (* 1621 in Paris; † 1673 ebenda) war ein französischer Zeichner und Kostümbildner. In der Zeitspanne des größten Glanzes der Herrschaft Ludwigs XIV. kam ein wesentlicher Beitrag zum höfischen Prunk von ihm.
Germain Gissey, der in seinen jungen Tagen mit dem Maler Simon Vouet Umgang hatte und danach als Bildhauer am Königshof arbeitete, war Henris Vater. Wahrscheinlich bekam er bei ihm eine Ausbildung als Zeichner und gelangte in eine Umgebung, die seinem um 1655 erfolgten Eintritt in den Dienst des Königs förderlich war. Zunächst konnte er sich mit Entwürfen von Ballettkostümen auszeichnen.

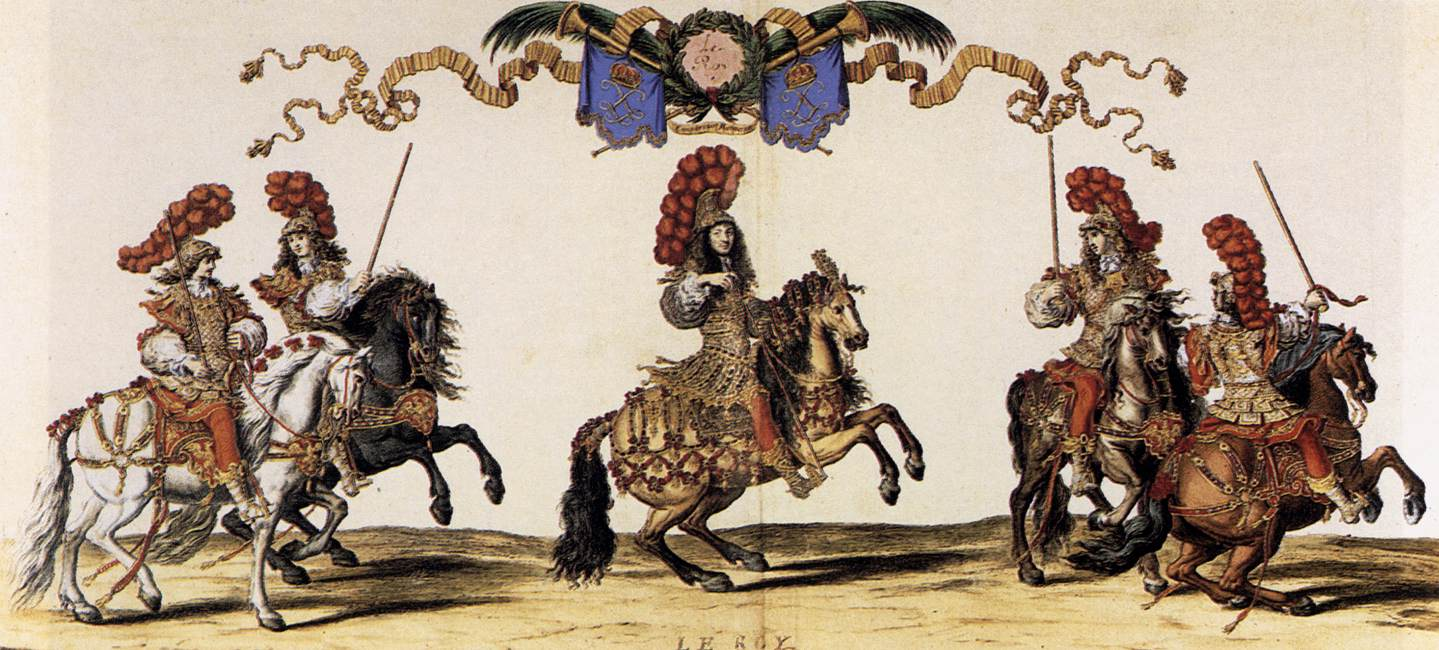
Cavaliers de la quadrille du roi. Carrousel de 1662. Mehrerer Leute Arbeit: Henri Gissey hielt mit Feder und Tinte die beiden linken Teilnehmer fest, François Chauveau fertigte einen Stich und Jacques I. Bailly kolorierte ihn.

Grund für die Aufnahme in die Académie royale de peinture waren aber die prachtvollen Garnituren für das Grand Carrousel, die er sich 1662 ausdachte. Die Masken zu Gisseys Kostümen lieferte Jacques Ducreux. Kaum ein anderer Designer der Menus Plaisirs gehörte zur Académie, und so war es auch Gissey, dem die Stelle des königlichen Kammerzeichners angetragen wurde.
Für die Ballettkomödien von Molière und Lully hatte er Kostümentwürfe zu liefern, ebenso für die 1664 und 1668 in Versailles gegebenen großen Feste. Die Taufe des Thronfolgers in Saint-Germain-en-Laye erforderte sein Zutun ebenso wie die Trauerzüge für François de Bourbon-Vendôme in Notre-Dame de Paris und Henrietta von England in Saint-Denis. Gisseys Zeitgenossen lobten ihn seines Talents wegen, und tatsächlich zeichnet sich sein hinterlassenes Werk durch Originalität und Qualität aus.
Gisseys Tätigkeit für die Menus Plaisirs kam für ihn spät. Da er mit 51 Jahren starb, war sie relativ kurz, und dennoch wurde er zu einem der wichtigsten Künstler dieses Verwaltungszweiges im 17. Jahrhundert. Seine Nachfolge trat Jean Bérain an. 